# 나카무라구
나카무라구(일본어: 中村区)는 일본 아이치현 나고야시를 구성하는 16개 구 중 하나이다.

## 지리
나고야시의 철도 중심역인 나고야역이 있어 나고야의 관문 역할을 담당하고 있다. 나고야역 주변은 제2차 세계 대전 이전부터 번창하던 상공업 지역이었다. 구의 인구는 1960년대 초에 20만 명대에 이르러 시내에서 최다 인구를 가진 지역이 되었다. 그러나 이후 나고야 시가지의 확대와 높은 인구밀도에 의한 생활 환경의 악화 등으로 현재는 점차 감소하는 경향이다.
도요토미 히데요시의 출신지로 유명해 히데요시에 관한 지명이나 초등학교명이 많다. 또 가토 기요마사의 출신지로도 유명하다. 그리고 주나고야 대한민국 총영사관이 있는 곳이다.

## 인접한 자치체
- 나고야시 나카구, 니시구, 나카가와구
- 기요스시
- 아마군 지모쿠지정, 오하루정

## 역사
1937년 10월 1일에 니시구와 나카구의 일부를 분구해 나카무라구가 신설되었다.

## 교통

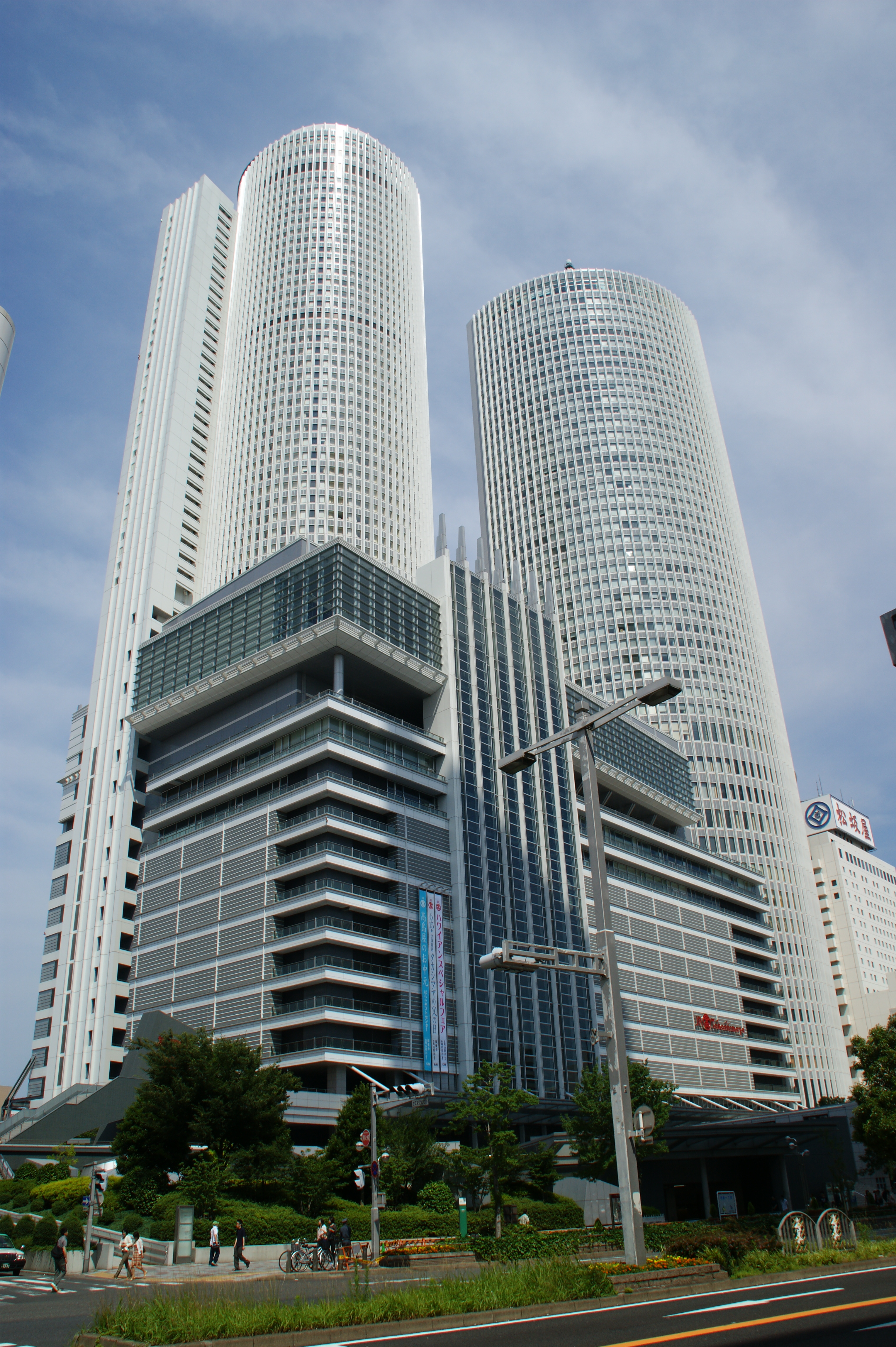
나고야역

### 철도
- 나고야시 교통국(나고야 시영 지하철)
  - 히가시야마선
  - 사쿠라도리선

- 도카이 여객철도
  - 도카이도 신칸센
  - 간사이 본선

- 긴키 닛폰 철도
  - 나고야선

- 나고야 철도
  - 나고야 본선

- 나고야 임해 고속 철도
  - 니시나고야코선

### 도로
- 나고야 고속도로